# ابراهیم رمزی
ابراهیم رمزی (۱۸۸۴–۱۹۴۹) نمایشنامه‌نویس و شاعر مصری بود. در منصوره زاده شد، در مصر و دمشق و لندن به تحصیل پرداخت و در قاهره درگذشت. در انتشار دو روزنامهٔ اللواء و البلاغ المصری یاری نمود. در وزارت امور مالی و معارف مدتی کارمند بود؛ سپس استعفا داد و در اواخر عمر عزلت‌گزین شد. الحاکم بأمر الله، عزة بنت الخیفة، المعتمد بن عباد از تألیفاتش و کلمات نابلیون از ترجمه‌هایش است.